# Pachycephala
Pachycephala är ett artrikt fågelsläkte som dominerar familjen visslare inom ordningen tättingar. Släktet har vuxit betänkligt på sistone i och med att guldvisslare (P. pectoralis) delats upp i ett antal olika arter. Vissa artgränser är fortfarande oklara. Listan nedan med 51 arter följer AviList:
- Olivvisslare (P. olivacea)
- Malleevisslare (P. rufogularis)
- Svarttyglad visslare (P. inornata)
- Rödstrupig visslare (P. nudigula)
- Timorvisslare (P. orpheus)
- Gulnackad visslare (P. schlegelii)
- Vanuatuvisslare (P. chlorura)
- Vogelkopvisslare (P. meyeri)
- Papuavisslare (P. soror)
- Vitstrupig fijivisslare (P. vitiensis)
- Gulstrupig fijivisslare (P. graeffii)
- Samoavisslare (P. flavifrons)
- Tongavisslare (P. jacquinoti)
- Nyakaledonienvisslare (P. caledonica)
- Guadalcanalvisslare (P. implicata)
- Bougainvillevisslare (P. richardsi)
- Bismarckvisslare (P. citreogaster)
- Louisiadvisslare (P. collaris)
- Nendovisslare (P. ornata)
- Utupuavisslare (P. utupuae)
- Vanikolovisslare (P. vanikorensis)
- Salomonvisslare (P. orioloides)
- Rennellvisslare (P. feminina)
- Tenggaravisslare (P. calliope)
- Selayarvisslare (P. teysamnni)
- Bandavisslare (P. macrorhyncha)
- Babarvisslare (P. sharpei)
- Halmaheravisslare (P. mentalis)
- Baliemvisslare (P. balim)
- Guldvisslare (P. pectoralis)
- Svartstjärtad visslare (P. melanura)
- Palauvisslare (P. tenebrosa) – placerades tidigare i Colluricincla
- Brunryggig visslare (P. modesta)
- Gråstrupig visslare (P. lorentzi)
- Gulryggig visslare (P. aurea)
- Gulbukig visslare (P. philippinensis)
- Borneovisslare (P. hypoxantha)
- Gulgumpad visslare (P. sulfuriventer)
- Mangrovevisslare (P. cinerea)
- Grönryggig visslare (P. albiventris)
- Brunbröstad visslare (P. homeyeri)
- Övisslare (P. phaionota)
- Biakvisslare (P. melanorhyncha)
- Rostvisslare (P. hyperythra)
- Gråvisslare (P. simplex)
- Wallaceavisslare (P. arctitorquis)
- Gråbrun visslare (P. griseonota)
- Vitbukig visslare (P. leucogastra)
- Svarthuvad visslare (P. monacha)
- Rostbukig visslare (P. rufiventris)
- Krabbvisslare (P. lanioides)